# Kay Dotrice
Katherine „Kay“ Dotrice (* 9. Mai 1929 als Katherine Newman; † 2. August 2007 in Hollywood, Kalifornien) war eine britische Schauspielerin.

## Leben
Katherine Newman absolvierte ihre Schauspielausbildung an der Royal Academy of Dramatic Art. Dort lernte sie Roy Dotrice kennen, den sie 1947 heiratete. Fortan trat sie als Kay Dotrice auf. Gemeinsam mit ihrem Ehemann stand sie in verschiedenen Stücken der Royal Shakespeare Company auf der Bühne. Das Paar hat drei Töchter, Karen, Michele und Yvette, die in die Fußstapfen ihrer Eltern getreten sind.
Kay Dotrice wirkte auch in einigen Fernsehserien und Filmen in Nebenrollen mit, wie zum Beispiel Cheech & Chong – Weit und breit kein Rauch in Sicht.
Die Schauspielerin starb 2007 im Alter von 78 Jahren an einem Herzinfarkt.

## Filmografie (Auswahl)
- 1970: The Wednesday Play (Fernsehserie)
- 1984: Cheech & Chong – Weit und breit kein Rauch in Sicht (Cheech & Chong’s The Corsican Brothers)